# Mingus
Mingus er titlen på Joni Mitchells tiende studiealbum (elvte i alt) og skabt som et samarbejdsprojekt med jazzmusikeren Charles Mingus. Indspilningerne fandt sted få måneder før Mingus' død og var det sidste, han indspillede; albummet er dedikeret til Mingus' minde.
Albummet er meget eksperimenterende med elementer som minimalistisk jazz, forvrængede, brummende guitarer og ulvehyl (på "The Wolf That Lives in Lindsey"). Musiknumrene adskilles af private optagelser med Charles Mingus, optaget af hans kone Sue-Graham Mingus. Teksterne til musiknumrene er alle skrevet af Mitchell, og hun har også skrevet musikken til to af disse, mens Mingus har skrevet de fire øvrige, tre af dem nyskrevne, mens "Goodbye Pork Pie Hat" stammer fra hans klassiske plade fra 1959, Mingus Ah Um, der var en hyldest til saxofonisten Lester Young.

## Numre
Sue-Graham Mingus' private optagelser (på albummet betegnet som "rap") er markeret med * i den følgende liste. For musiknumrene er det angivet, om det er Mitchell eller Mingus, der har komponeret dem.
Side 1
1. "Happy Birthday 1975" (0:57) *
2. "God Must Be a Boogie Man" (4:35) – Mitchell
3. "Funeral" (1:07) *
4. "A Chair in the Sky" (6:42) – Mingus
5. "The Wolf That Lives in Lindsey" (6:35) – Mitchell

Side 2
1. "I's a Muggin'" (0:07) *
2. "Sweet Sucker Dance" (8:04) – Mingus
3. "Coin in the Pocket" (0:11) *
4. "The Dry Cleaner from Des Moines" (3:21) – Mingus
5. "Lucky" (0:04) *
6. "Goodbye Pork Pie Hat" (5:37) – Mingus

## Musikere
På albummet har hun i lighed med forrige udgivelse allieret sig med medlemmer fra jazzrock-gruppen Weather Report. Det drejer sig om Jaco Pastorius (bas), Wayne Shorter (sopransax), Peter Erskine (trommer), Don Alias (congas), der blev suppleret af Mitchell selv (guitar og sang), Emile Richards (percussion) og Herbie Hancock (el-klaver).
Shorter og Hancock spillede i denne anledning sammen i et studie for første gang, siden de i 1969 havde spillet som en del af Miles Davis' gruppe.
Skønt albummet er skabt sammen med Mingus, medvirker han ikke selv som musiker, idet han var for plaget af amyotrofisk lateral sklerose, der i starten af 1979 kostede ham livet (han opnåede ikke at høre "God Must Be a Boogie Man", der først blev færdigindspillet nogle dage efter hans død.

## Cover
Joni Mitchell har lavet flere kunstværker til albummet, herunder coveret, der på forsiden på en hvid baggrund har et kvadratisk billede i midten. Billedet er abstrakt og holdt i sand/orange samt blå/grå farver. På bagsiden ses et mere naturalistisk billede med en person set bagfra (sikkert Mingus) i en kørestol på en slags veranda.
I det oprindelige album var indsat to ekstra sider (så coveret næsten virker som en lille bog). Disse ekstra sider indeholder dels teksterne til sangene samt information om albummet, dels to ekstra billeder af Mitchell. Det første, i hel albumstørrelse, er et ekspressionistisk portræt af Mingus, mens der senere er et mindre og mere naturalistisk billede af ham.